# 晦日尚子
晦日 尚子（みそか なおこ、1989年8月12日 - ）は日本の女子ボート（ローイング）選手。長崎県出身、長崎県立大村高等学校、早稲田大学教育学部英語英文学科卒業。早稲田大学漕艇部女子部主将として、香港で開催された2009年東アジア競技大会にて坂東慧子とともにボート女子軽量級ダブルスカルで銀メダルを獲得した。